# Carl-Agnar Lövgren
Carl-Agnar Lövgren, född 11 oktober 1929 i Stockholm, död 26 maj 1983 i Stockholm, var en svensk lärare, skolbibliotekskonsulent samt redaktör för Barn & kultur 1970–1982.

## Priser och utmärkelser
- Gulliverpriset 1980